# Sulaymaniyyas internationella flygplats
Sulaymaniyyas internationella flygplats (IATA: ISU, ICAO: ORSU, kurdiska Balafirgeha Navneteweyî ya Silêmaniyê, engelska Sulaimaniyah International Airport, arabiska ) är en flygplats cirka 15 kilometer utanför staden Sulaymaniyya, i irakiska Kurdistan i Irak. Flygplatsen har tre terminaler för avgångar, ankommande flyg och en VIP-avdelning. Byggandet av flygplatsen började i november 2003, och öppnades juli 2005.

## Flygbolag och destinationer
| Flygbolag            | Destinationer |
| -------------------- | --- |
| AtlasGlobal          | Istanbul–Atatürk                                                                                                  |
| Caspian Airlines     | Tehran–Imam Khomeini                                                                                              |
| flydubai             | Dubai–International (avbruten)                                                                                    |
| Georgian Airways     | Batumi, Tbilisi                                                                                                   |
| Germania             | Düsseldorf, Stockholm–Arlanda                                                                                     |
| Iran Aseman Airlines | Tehran–Imam Khomeini                                                                                              |
| Iraqi Airways        | Antalya, Baghdad, Basra, Beirut, Kairo, Dubai–International, Düsseldorf, Erbil, London–Gatwick, Malmö, Manchester |
| Royal Jordanian      | Amman-Drottning Alia                                                                                              |
| Qatar Airways        | Doha |
| Qeshm Airlines       | Tehran–Imam Khomeini                                                                                              |
| Turkish Airlines     | Istanbul–Atatürk                                                                                                  |